# Adolfo Riquelme
Adolfo Riquelme (San Antonio, 10 settembre 1928 – Asunción, 19 giugno 2022) è stato un calciatore paraguaiano, di ruolo portiere.

## Biografia
Anche suo figlio Roberto Riquelme Passow è stato un calciatore professionista.

## Carriera
In attività giocava come portiere.

## Statistiche

### Cronologia presenze e reti in nazionale
| Cronologia completa delle presenze e delle reti in nazionale ― Paraguay | Cronologia completa delle presenze e delle reti in nazionale ― Paraguay | Cronologia completa delle presenze e delle reti in nazionale ― Paraguay | Cronologia completa delle presenze e delle reti in nazionale ― Paraguay | Cronologia completa delle presenze e delle reti in nazionale ― Paraguay | Cronologia completa delle presenze e delle reti in nazionale ― Paraguay | Cronologia completa delle presenze e delle reti in nazionale ― Paraguay | Cronologia completa delle presenze e delle reti in nazionale ― Paraguay |
| Data                                                                    | Città                                                                   | In casa                                                                 | Risultato                                                               | Ospiti                                                                  | Competizione                                                            | Reti                                                                    | Note                                                                    |
| ----------------------------------------------------------------------- | ----------------------------------------------------------------------- | ----------------------------------------------------------------------- | ----------------------------------------------------------------------- | ----------------------------------------------------------------------- | ----------------------------------------------------------------------- | ----------------------------------------------------------------------- | ----------------------------------------------------------------------- |
| 25-2-1953                                                               | Lima                                                                    | Paraguay                                                                | 3 – 0                                                                   | Cile                                                                    | Coppa America 1953 - 1ª giornata                                        | -                                                                       |                                                                         |
| 4-3-1953                                                                | Lima                                                                    | Paraguay                                                                | 0 – 0                                                                   | Ecuador                                                                 | Coppa America 1953 - 2ª giornata                                        | -                                                                       |                                                                         |
| 8-3-1953                                                                | Lima                                                                    | Perù                                                                    | 2 – 2                                                                   | Paraguay                                                                | Coppa America 1953 - 3ª giornata                                        | -2                                                                      |                                                                         |
| 16-3-1953                                                               | Lima                                                                    | Paraguay                                                                | 2 – 1                                                                   | Bolivia                                                                 | Coppa America 1953 - 5ª giornata                                        | -1                                                                      |                                                                         |
| 27-3-1953                                                               | Lima                                                                    | Paraguay                                                                | 2 – 1                                                                   | Brasile                                                                 | Coppa America 1953 - 6ª giornata                                        | -1                                                                      |                                                                         |
| 1-4-1953                                                                | Lima                                                                    | Paraguay                                                                | 3 – 2                                                                   | Brasile                                                                 | Coppa America 1953 - Spareggio                                          | -2                                                                      |                                                                         |
| Totale                                                                  |                                                                         | Presenze                                                                | 7                                                                       |                                                                         | Reti                                                                    | -6                                                                      |                                                                         |

## Palmarès

### Nazionale
- Coppa America: 1

Paraguay: 1953